# 三善村
三善村，在广州市番禺区市桥街道西南8公里，属沙湾镇。南宋时建村，因村中有福善里、清善里、乐善里三条巷，故名“三善”。房屋多为砖木或混合结构，呈块状聚落。农业主种水稻、甘蔗；兼有石场、砖厂等工副业。沙（湾）大（良）公路经村东，两面环水，水陆交通方便。
1. ↑  《番禺县地名志》，广东省地图出版社，1989年10月，P76